# Rottenau
Rottenau ist ein Ortsteil von Möckern im Landkreis Jerichower Land in Sachsen-Anhalt.

## Geografie
Das Dorf liegt 2,5 km südöstlich von Loburg, an dem Flüsschen Ehle, einem Nebenfluss der Elbe. Ein 105 Hektar großes Naturschutzgebiet (NSG) mit der Bezeichnung Bürgerholz bei Rosian reicht bis an den östlichen Ortsrand. Dieses NSG ist ebenso ein FFH-Gebiet mit gleichem Namen, zum Schutze von hier zu findenden Auwäldern mit Übergängen zu Stieleichen-Hainbuchenwäldern im Komplex mit Bachläufen.

## Geschichte
Bis zur Beschlagnahme des 441 Hektar großen Gutes Rottenau durch die Rote Armee im Jahre 1945 gehörte es der Familie Bobert. Nachdem es zunächst als Heeres-Hilfswirtschaft betrieben worden war, wurde es noch im Dezember 1945 wieder zurückgegeben und als Provinzialgut (später Volkseigenes Gut) an die Anhaltische Serum-Institut GmbH Dessau (ASID) verpachtet und als Serumproduktionsstätte genutzt.
Die Deutsche Demokratische Republik (DDR) betrieb hier ab 1960 das Institut für Geflügelzucht der Akademie der Landwirtschaftswissenschaften der DDR zu Berlin. Für diverse Forschungsprojekte und Untersuchungen wurden zudem die im Ort selbst und in der Umgebung zahlreich vorhandenen Stallanlagen vom ehemals volkseigenen Kombinat Industrielle Mast (VE KIM) Möckern genutzt.
Bis zur Eingemeindung am 1. Januar 2009 war das Dorf ein Ortsteil der Stadt Loburg, heute ebenfalls ein Ortsteil der Stadt Möckern.

## Persönlichkeiten
- Heinz Röhrer (1905–1992), Veterinärmediziner und Virologe, leitete 1946–1948 die Produktionsstätte Rottenau der aus dem Anhaltischen Serum-Institut Dessau (ASID) entstandenen Serumwerke in Dessau